# Chalais (Dordogne)
Pour les articles homonymes, voir Chalais.
Chalais, anciennement orthographiée Chaleix, est une commune française située dans le département de la Dordogne, en région Nouvelle-Aquitaine.
Elle est intégrée au parc naturel régional Périgord-Limousin.
Le nom de la commune a officiellement été changé en Chalais en 2009.

## Géographie

### Généralités
Chalais est une commune située dans le quart nord-est de la Dordogne, en Nontronnais. Elle est arrosée par le Touroulet, appelé ruisseau de la Pouyade dans sa partie amont.
Le petit bourg de Chalais, établi sur un coteau en bordure du ruisseau de la Pouyade, est situé, en distances orthodromiques, onze kilomètres au nord de Thiviers et quatorze kilomètres à l'est de Saint-Pardoux-la-Rivière, sur la route départementale 98.
Dans sa partie orientale, la commune est traversée par la route nationale 21, axe qui relie Limoges aux Pyrénées centrales, et par la ligne ferroviaire Limoges - Périgueux dont la gare la plus proche est celle de La Coquille, à six kilomètres du bourg par la route.

### Communes limitrophes
Chalais est limitrophe de quatre autres communes dont Mialet au nord-ouest sur 550 mètres. 
| Mialet                | La Coquille |                     |
|                       | Chalais     |                     |
| Saint-Jory-de-Chalais |             | Saint-Paul-la-Roche |

### Géologie et relief

#### Géologie
Situé sur la plaque nord du Bassin aquitain et bordé à son extrémité nord-est par une frange du Massif central, le département de la Dordogne présente une grande diversité géologique. Les terrains sont disposés en profondeur en strates régulières, témoins d'une sédimentation sur cette ancienne plate-forme marine. Le département peut ainsi être découpé sur le plan géologique en quatre gradins différenciés selon leur âge géologique. Chalais est dans le gradin extrême nord-est que constitue le dernier contrefort du Massif central, avec des roches cristallines formées à l'ère primaire, antérieurement au Carbonifère.
Les couches affleurantes sur le territoire communal sont constituées de formations superficielles du Quaternaire, de roches sédimentaires  datant pour certaines du Cénozoïque, et pour d'autres du Mésozoïque et du Paléozoïque, ainsi que de roches métamorphiques et magmatiques. La formation la plus ancienne, notée ξ1, se compose de micaschistes lamelleux à deux micas, parfois grenats et silicates d'alumine (groupe de la Dronne, Néoprotérozoïque à Cambrien). La formation la plus récente, notée CFp, fait partie des formations superficielles de type colluvions indifférenciées de versant, de vallon et plateaux issues d'alluvions, molasses, altérites. Le descriptif de ces couches est détaillé dans  la feuille « no 735 - Thiviers » de la carte géologique au 1/50 000 de la France métropolitaine, et sa notice associée.

Carte géologique de Chalais.

#### Relief et paysages
Le département de la Dordogne se présente comme un vaste plateau incliné du nord-est (491 m, à la forêt de Vieillecour dans le Nontronnais, à Saint-Pierre-de-Frugie) au sud-ouest (2 m à Lamothe-Montravel). L'altitude du territoire communal varie quant à elle entre 220 m et 313 m,.
Dans le cadre de la Convention européenne du paysage entrée en vigueur en France le 1er juillet 2006, renforcée par la loi du 8 août 2016 pour la reconquête de la biodiversité, de la nature et des paysages, un atlas des paysages de la Dordogne a été élaboré sous maîtrise d’ouvrage de l’État et publié en octobre 2020. Les paysages du département s'organisent en huit unités paysagères et 14 sous-unités. La commune est dans l'unité paysagère du « Périgord limousin » qui correspond à la région naturelle du Nontronnais. Ce territoire forme un plateau collinaire aux pentes douces et sommets arasés, d’altitude moyenne autour des 300 m dont le point culminant est également celui de la Dordogne. Ce plateau cristallin est vallonné et dominé par les prairies aux horizons boisés. Il est entaillé de vallées profondes aux versants forestiers,.
La superficie cadastrale de la commune publiée par l'Insee, qui sert de référence dans toutes les statistiques, est de 18,81 km2,,. La superficie géographique, issue de la BD Topo, composante du Référentiel à grande échelle produit par l'IGN, est quant à elle de 19,11 km2.

### Hydrographie

#### Réseau hydrographique
La commune est située dans le bassin de la Dordogne au sein du Bassin Adour-Garonne. Elle est drainée par la Valouse, le Touroulet, le Mauroussie, le ruisseau de Jalinie et par un petit cours d'eau, qui constituent un réseau hydrographique de 26 km de longueur totale,.
La Valouse, d'une longueur totale de 23,82 km, prend sa source dans la commune de Saint-Pierre-de-Frugie et se jette en rive droite de l'Isle, à  Saint-Paul-la-Roche, face à Sarrazac,. Elle forme l'intégralité de la limite communale à l'est sur six kilomètres, face à Saint-Paul-la-Roche.
Le Touroulet, ou ruisseau de la Pouyade dans sa partie amont, d'une longueur totale de 16,97 km, prend sa source dans la commune de La Coquille et se jette dans la Côle en rive gauche en limite de Saint-Jory-de-Chalais et de Thiviers, face à Saint-Romain-et-Saint-Clément,. Il traverse la commune du nord au sud-ouest sur plus de six kilomètres et demi, marquant la limite à l'ouest sur trois kilomètres et demi, face à Saint-Jory-de-Chalais.
Son affluent de rive gauche le Mauroussie prend sa source 1,3 kilomètre au sud-ouest du bourg et arrose le territoire communal sur trois kilomètres dont un kilomètre en limite de Saint-Jory-de-Chalais.
Le ruisseau de Jalinie, affluent de rive droite du Touroulet, prend sa source dans le nord-ouest, en limite de Mialet, et borde la commune au nord-ouest sur deux kilomètres et demi, face à Mialet et Saint-Jory-de-Chalais.

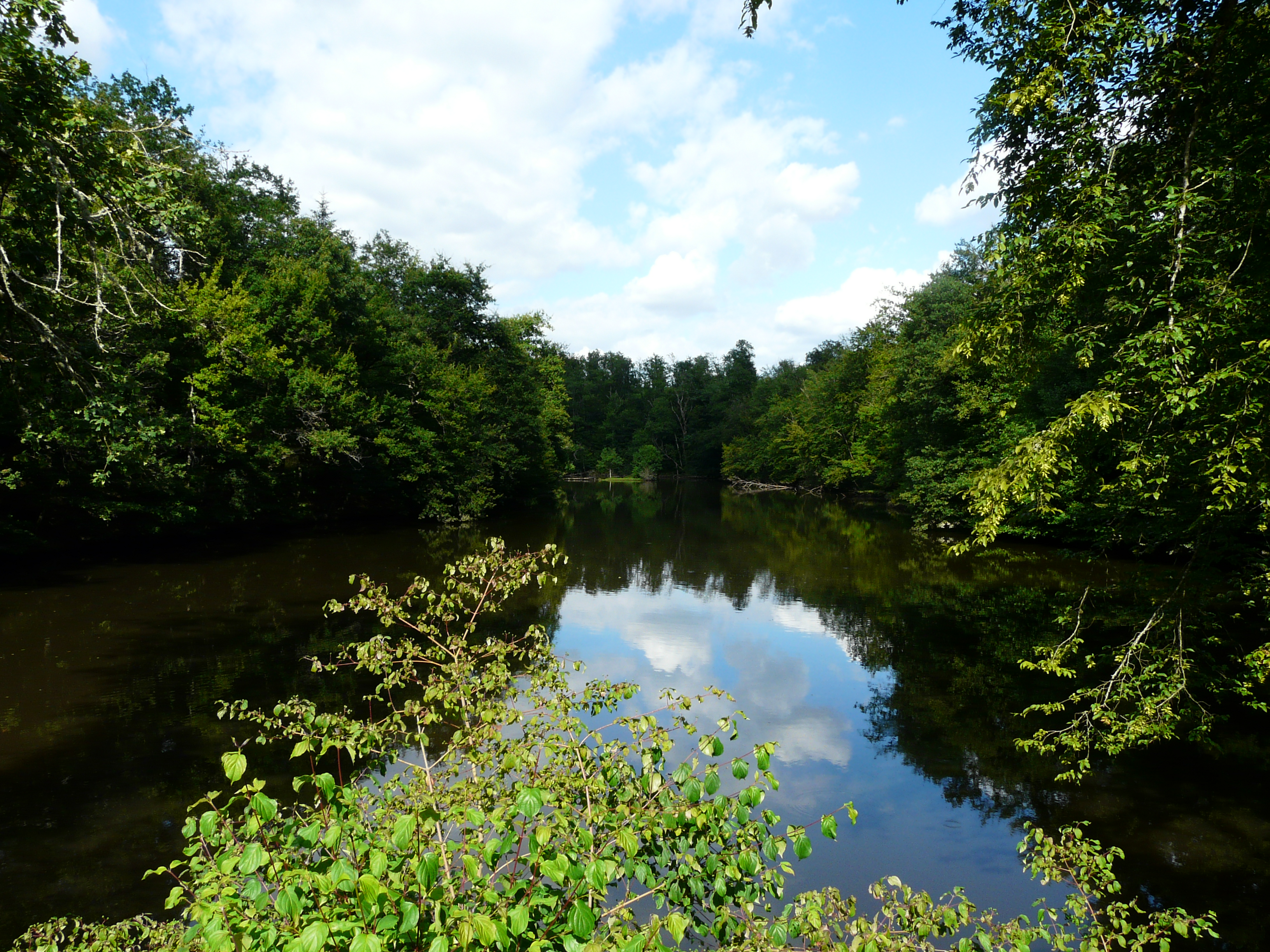
L'étang en amont de Mavaleix, alimenté par la Valouse et partagé entre Chalais (à gauche) et Saint-Paul-la-Roche.
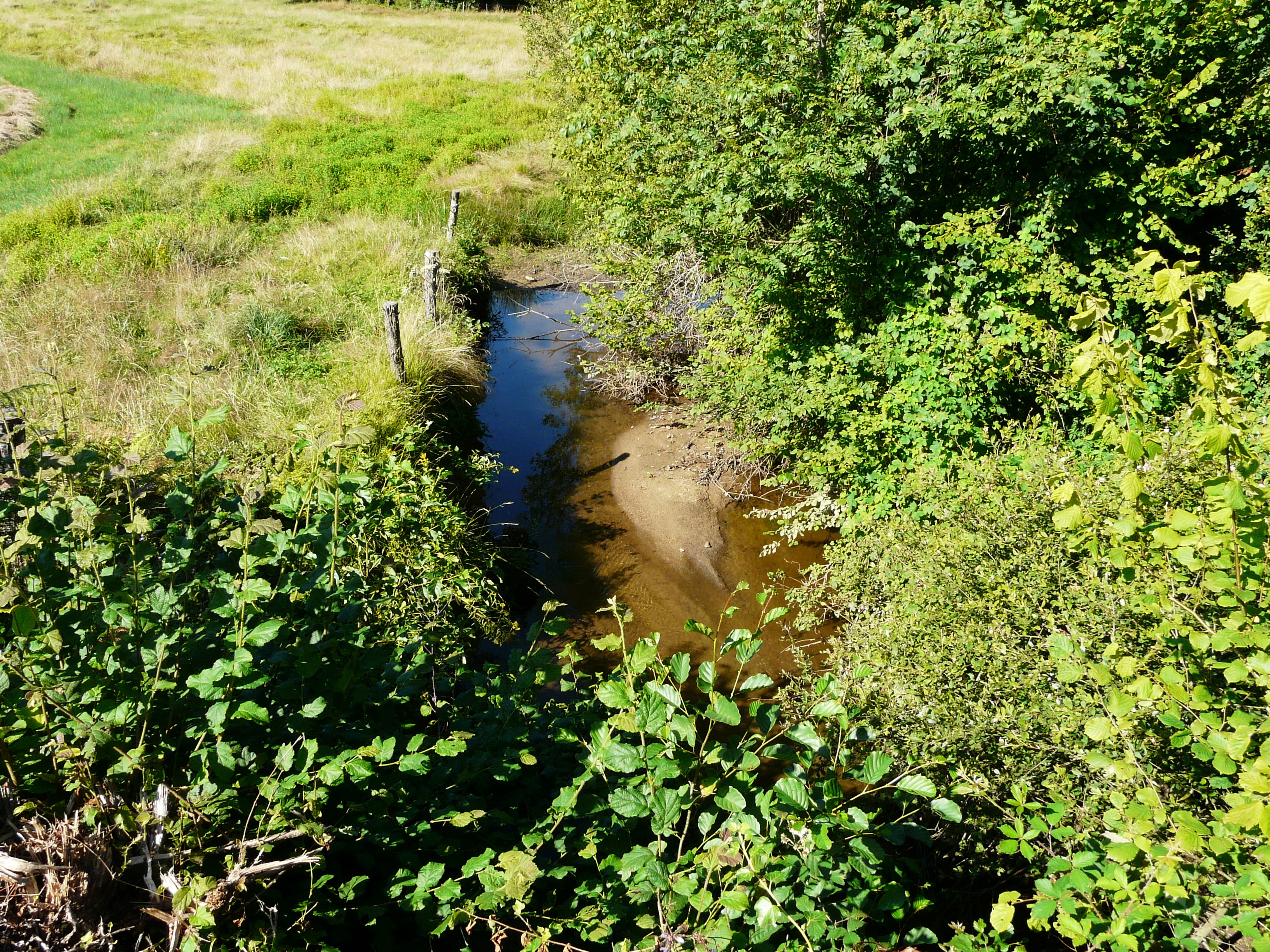
Le Touroulet au pont de RD 98 en limite de Saint-Jory-de-Chalais (à gauche) et Chalais.
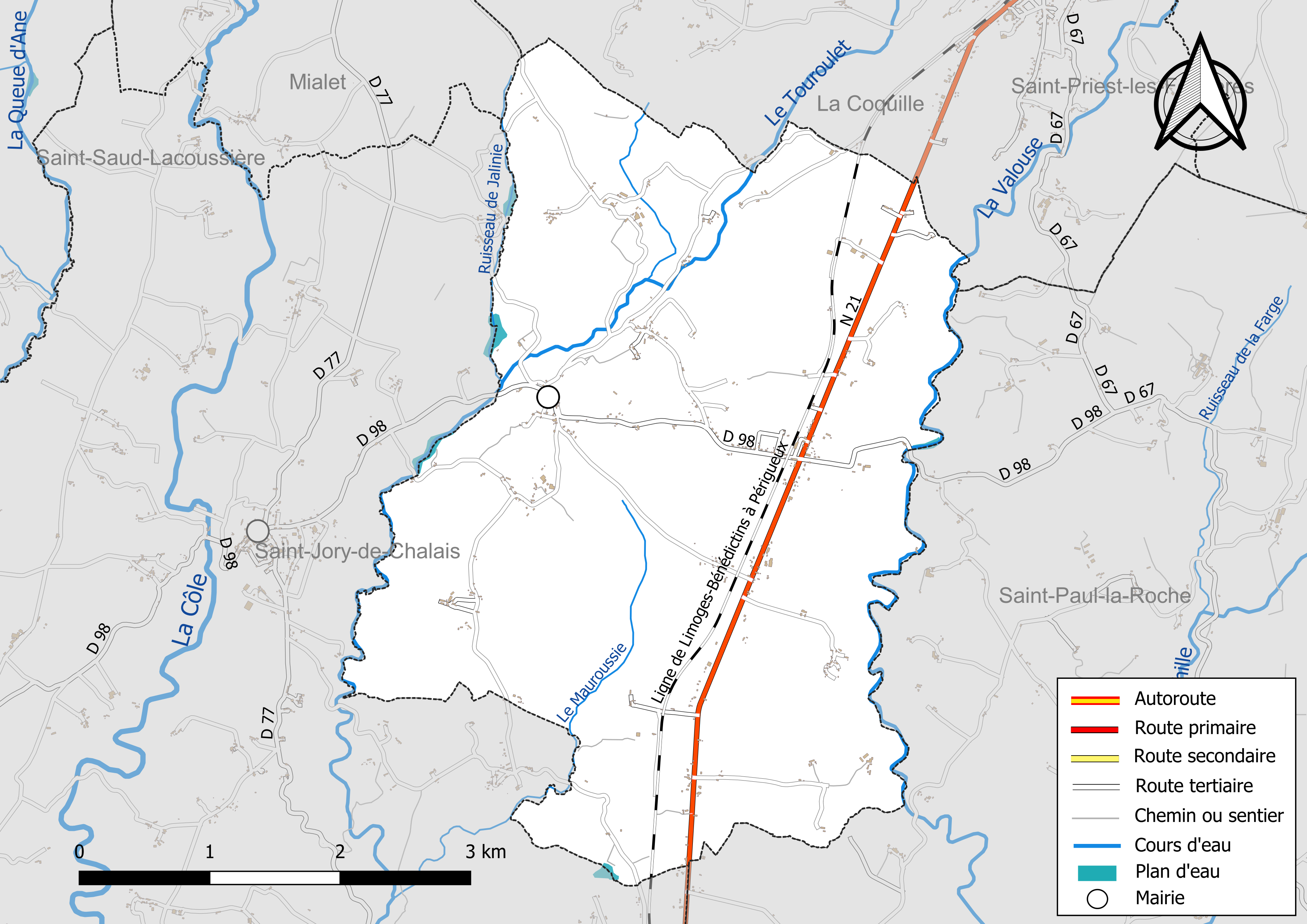
Réseaux hydrographique et routier de Chalais.

#### Gestion et qualité des eaux
Le territoire communal est couvert par le schéma d'aménagement et de gestion des eaux (SAGE) « Isle - Dronne ». Ce document de planification, dont le territoire regroupe les bassins versants de l'Isle et de la Dronne, d'une superficie de 7 500 km2, a été approuvé le 2 août 2021. La structure porteuse de l'élaboration et de la mise en œuvre est l'établissement public territorial de bassin de la Dordogne (EPIDOR). Il définit sur son territoire les objectifs généraux d’utilisation, de mise en valeur et de protection quantitative et qualitative des ressources en eau superficielle et souterraine, en respect des objectifs de qualité définis dans le troisième SDAGE  du Bassin Adour-Garonne qui couvre la période 2022-2027, approuvé le 10 mars 2022.
La qualité des eaux de baignade et des cours d’eau peut être consultée sur un site dédié géré par les agences de l’eau et l’Agence française pour la biodiversité.

### Climat
Pour des articles plus généraux, voir Climat de la Nouvelle-Aquitaine et Climat de la Dordogne.
Historiquement, la commune est dans une zone de transition entre les climats océaniques aquitain et limousin.  
En 2020, Météo-France publie une typologie des climats de la France métropolitaine dans laquelle la commune est exposée à un climat océanique altéré et est dans la région climatique  Ouest et nord-ouest du Massif Central, caractérisée par une pluviométrie annuelle de 900 à 1 500 mm, maximale en automne et en hiver.
Pour la période 1971-2000, la température annuelle moyenne est de 11,9 °C, avec  une amplitude thermique annuelle de 14,8 °C. Le cumul annuel moyen de précipitations est de 1 093 mm, avec 14,3 jours de précipitations en janvier et 7,3 jours en juillet. Pour la période 1991-2020, la température moyenne annuelle observée sur la station météorologique de Météo-France la plus proche, sur la commune de La Coquille à 5 km à vol d'oiseau, est de 12,1 °C et le cumul annuel moyen de précipitations est de 1 178,8 mm,. 
La température maximale relevée sur cette station est de 39,5 °C, atteinte le 7 août 2003 ; la température minimale est de −18,7 °C, atteinte le 16 janvier 1985.
Pour afficher une liste d’indicateurs climatiques caractérisant la commune aux horizons 2030, 2050 et 2100 et pouvoir ainsi s'adapter aux changements climatiques, entrer son nom dans Climadiag-commune, un site de Météo-France élaboré à partir des nouvelles projections climatiques de référence DRIAS-2020.

## Urbanisme

### Typologie
Au 1er janvier 2024, Chalais est catégorisée commune rurale à habitat très dispersé, selon la nouvelle grille communale de densité à 7 niveaux définie par l'Insee en 2022.
Elle est située hors unité urbaine et hors attraction des villes,.

### Occupation des sols
L'occupation des sols de la commune, telle qu'elle ressort de la base de données européenne d’occupation biophysique des sols Corine Land Cover (CLC), est marquée par l'importance des territoires agricoles (64,6 % en 2018), en augmentation par rapport à 1990 (63,5 %). La répartition détaillée en 2018 est la suivante : 
forêts (33,9 %), zones agricoles hétérogènes (33,6 %), prairies (31,1 %), milieux à végétation arbustive et/ou herbacée (1,4 %). L'évolution de l’occupation des sols de la commune et de ses infrastructures peut être observée sur les différentes représentations cartographiques du territoire : la carte de Cassini (XVIIIe siècle), la carte d'état-major (1820-1866) et les cartes ou photos aériennes de l'IGN pour la période actuelle (1950 à aujourd'hui).

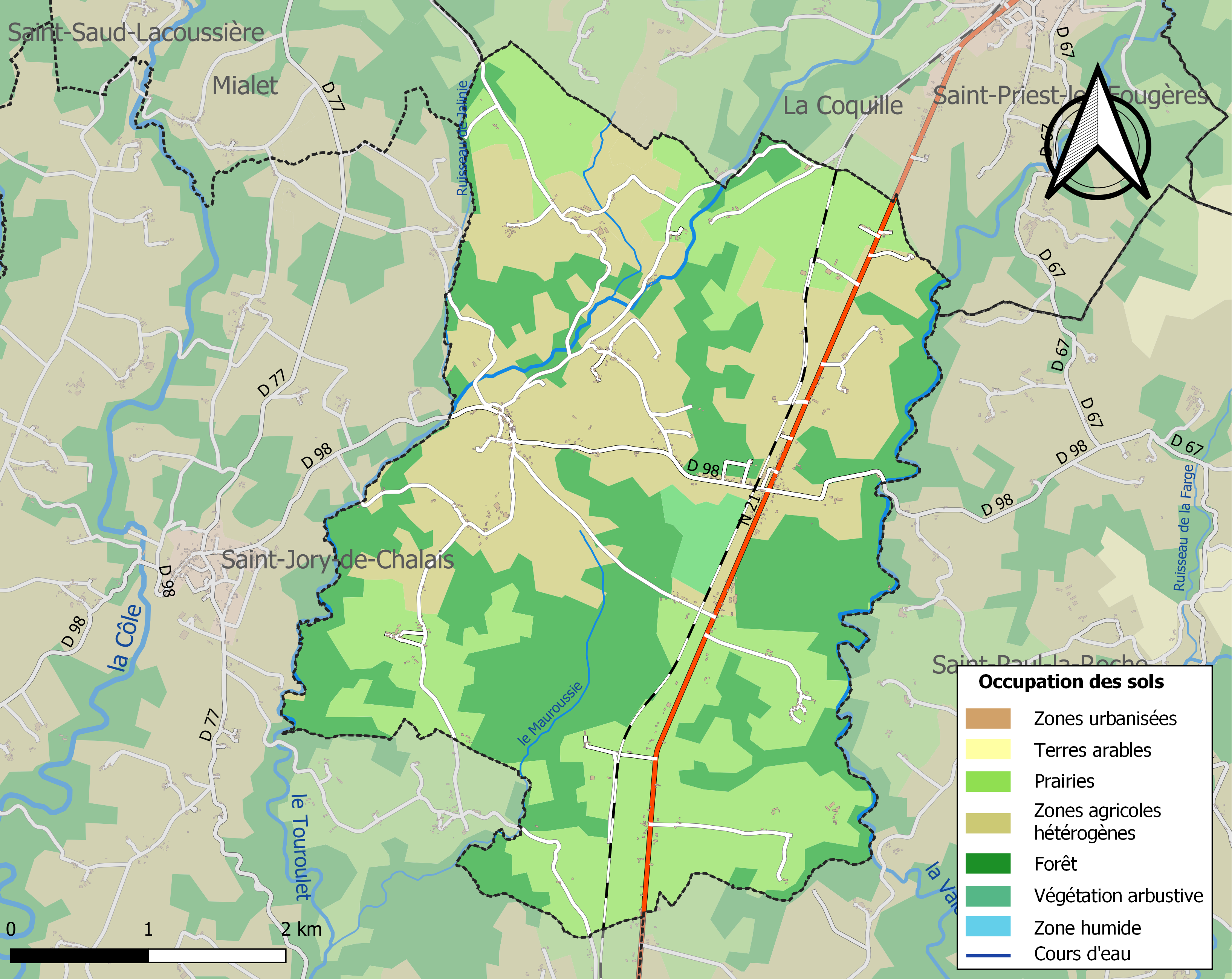
Carte des infrastructures et de l'occupation des sols de la commune en 2018 (CLC).

### Prévention des risques
Le territoire de la commune de Chalais est vulnérable à différents aléas naturels : météorologiques (tempête, orage, neige, grand froid, canicule ou sécheresse), feux de forêts, mouvements de terrains et séisme (sismicité faible). Il est également exposé à un risque technologique, le transport de matières dangereuses, et à un risque particulier : le risque de radon. Un site publié par le BRGM permet d'évaluer simplement et rapidement les risques d'un bien localisé soit par son adresse soit par le numéro de sa parcelle.

#### Risques naturels
Chalais est exposée au risque de feu de forêt. L’arrêté préfectoral du 14 mars 2013 fixe les conditions de pratique des incinérations et de brûlage dans un objectif de réduire le risque de départs d’incendie. À ce titre, des périodes sont déterminées : interdiction totale du 15 février au 15 mai et du 15 juin au 15 octobre, utilisation réglementée du 16 mai au 14 juin et du 16 octobre au 14 février. En septembre 2020, un plan inter-départemental de protection des forêts contre les incendies (PidPFCI) a été adopté pour la période 2019-2029,.

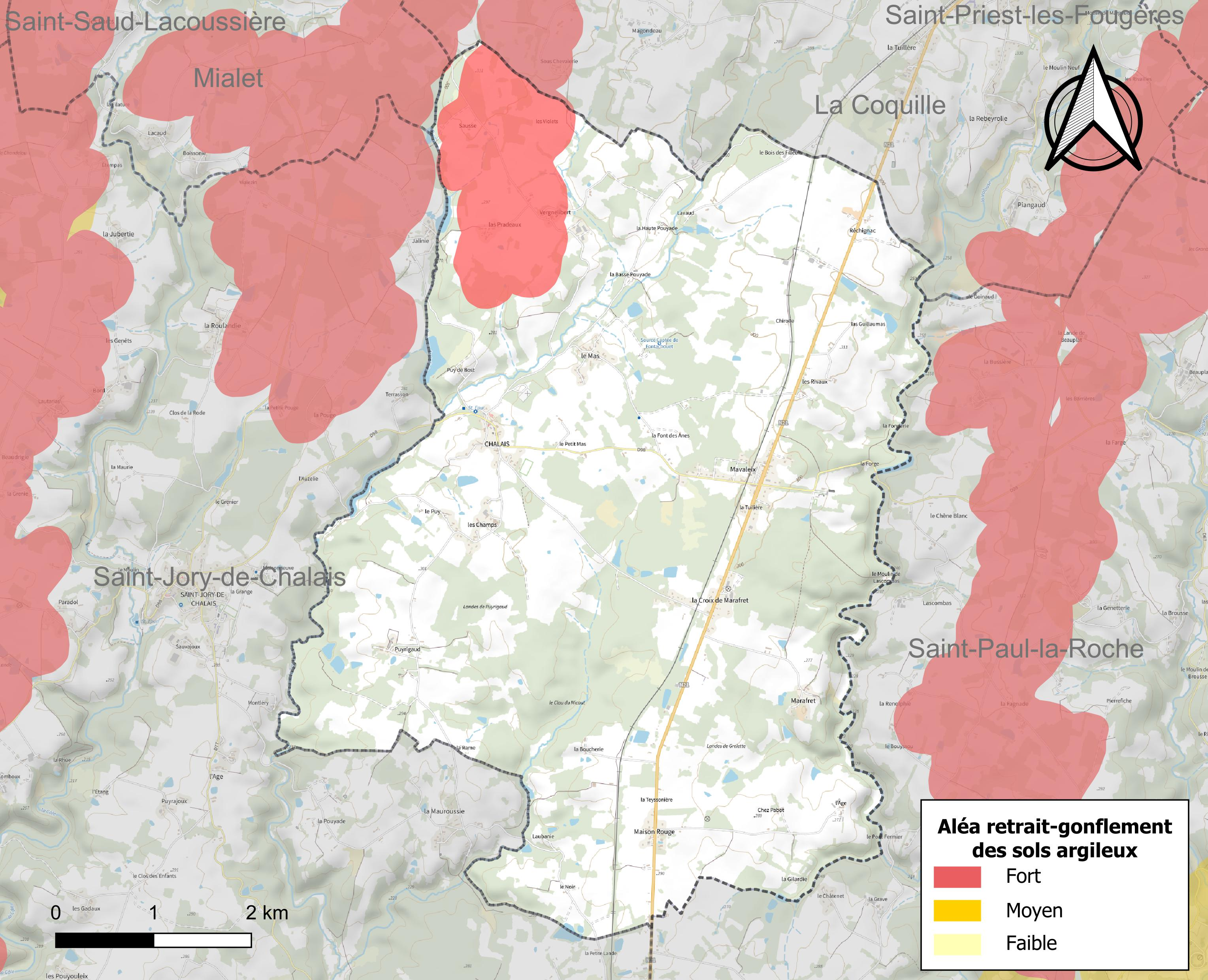
Carte des zones d'aléa retrait-gonflement des sols argileux de Chalais.

Les mouvements de terrains susceptibles de se produire sur la commune sont des tassements différentiels. Le retrait-gonflement des sols argileux est susceptible d'engendrer des dommages importants aux bâtiments en cas d’alternance de périodes de sécheresse et de pluie. 6,9 % de la superficie communale est en aléa moyen ou fort (58,6 % au niveau départemental et 48,5 % au niveau national métropolitain). Depuis le 1er octobre 2020, en application de la loi ÉLAN, différentes contraintes s'imposent aux vendeurs, maîtres d'ouvrages ou constructeurs de biens situés dans une zone classée en aléa moyen ou fort,.
La commune a été reconnue en état de catastrophe naturelle au titre des dommages causés par les inondations et coulées de boue survenues en 1982, 1983, 1993 et 1999, par la sécheresse en 2011 et par des mouvements de terrain en 1999.

#### Risque particulier
Dans plusieurs parties du territoire national, le radon, accumulé dans certains logements ou autres locaux, peut constituer une source significative d’exposition de la population aux rayonnements ionisants. Selon la classification de 2018, la commune de Chalais est classée en zone 3, à savoir zone à potentiel radon significatif.

## Toponymie

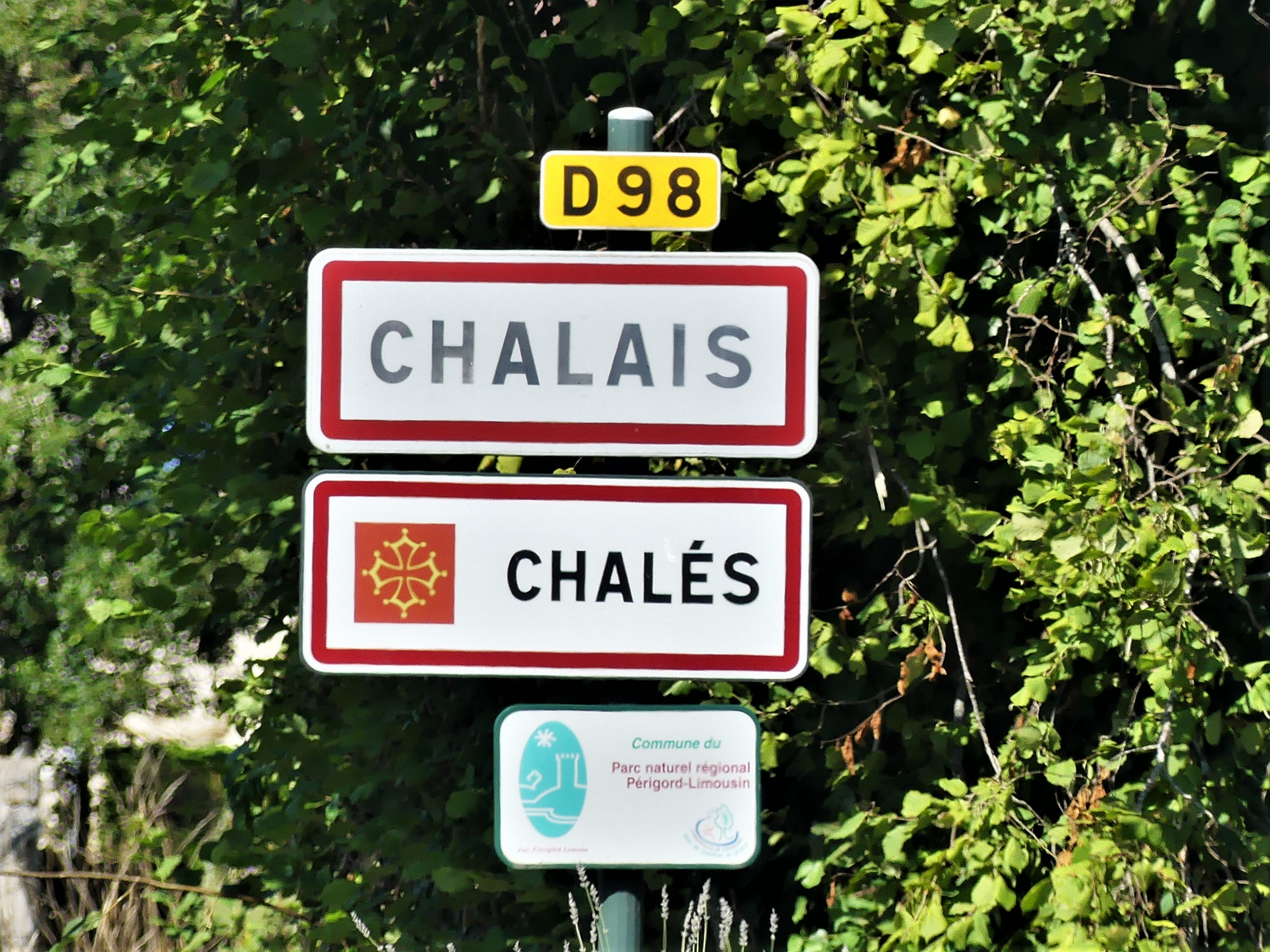
Panneau d'entrée au bourg de Chalais en français et occitan.

Comme pour Calais, l'origine du nom pourrait provenir d'une racine « kal » d'origine pré-indo-européenne signifiant « pierre, rocher » dont est issu le mot « caillou »,.
En occitan, la commune porte le nom de Chalés.
Sur la planète Mars, en mars 2021, l'une des cibles d'analyses poussées effectuées sur un affleurement rocheux par l'astromobile Curiosity de la NASA, est baptisée d'après l'ancien nom de la commune, Chaleix.

## Histoire
Le lieu est connu à l'époque gallo-romaine pour ses forges.
La première mention écrite connue du lieu remonte à l'an 1190 sous la forme Chalesium. En 1365, il est noté Calesium. Sur la carte de Cassini représentant la France entre 1756 et 1789, le village est identifié sous le nom de Chalaix.
Le nom de la commune a officiellement été changé de Chaleix en Chalais le 25 juin 2009 (parution du décret au Journal officiel).

## Politique et administration

### Rattachements administratifs
La commune de Chalais a, dès 1790, été rattachée au canton de Jumilhac qui dépendait du district d'Excideuil. En 1800, les districts sont supprimés. Le canton est alors rattaché à l'arrondissement de Nontron.

### Intercommunalité
Fin 2002, Chalais rejoint la communauté de communes du Pays de Jumilhac-le-Grand. Celle-ci est renommée le 1er janvier 2017 en communauté de communes des Marches du Périg'Or Limousin Thiviers-Jumilhac puis en octobre 2017 en communauté de communes Périgord-Limousin.

### Administration municipale
La population de la commune étant comprise entre 100 et 499 habitants au recensement de 2017, onze conseillers municipaux ont été élus en 2020,.

### Liste des maires
| Période                                  | Période   | Identité        | Étiquette | Qualité                           |
| ---------------------------------------- | --------- | --------------- | --------- | --------------------------------- |
| Les données manquantes sont à compléter. |           |                 |           |                                   |
|                                          |           |                 |           |                                   |
| 1965                                     | 1989      | Georges Fourier |           | Agriculteur                       |
| 1989                                     | 2001      | Henri Faye      |           |                                   |
| mars 2001                                | 2005      | Daniel Besson   |           |                                   |
| 2005                                     | mars 2014 | Gérard Taffu    | SE        | Responsable d'agence d'assurances |
| mars 2014 (réélu en mai 2020)            | En cours  | Jean-Louis Faye | DVD       | Industriel                        |

### Jumelages
Huit des neuf communes de l'ancienne communauté de communes du Pays de Jumilhac-le-Grand, dont Chalais, sont jumelées avec la municipalité allemande de Romrod depuis 2012, La Coquille l'étant depuis 1990.

## Équipements et services publics

### Enseignement
En 2024, au niveau de l'enseignement primaire public, Chalais est organisée en regroupement pédagogique intercommunal (RPI) avec les communes de Firbeix, Mialet et Saint-Jory-de-Chalais.

### Justice
Dans le domaine judiciaire, Chalais relève : 
- du tribunal judiciaire, du tribunal pour enfants, du conseil de prud'hommes et du tribunal de commerce de Périgueux ;
- du pôle Nationalité du tribunal judiciaire de Périgueux (compétent uniquement dans le domaine de la nationalité) ;
- de la cour d'appel, du tribunal administratif et de la  cour administrative d'appel de Bordeaux.

## Population et société

### Démographie
L'évolution du nombre d'habitants est connue à travers les recensements de la population effectués dans la commune depuis 1793. Pour les communes de moins de 10 000 habitants, une enquête de recensement portant sur toute la population est réalisée tous les cinq ans, les populations de référence des années intermédiaires étant quant à elles estimées par interpolation ou extrapolation. Pour la commune, le premier recensement exhaustif entrant dans le cadre du nouveau dispositif a été réalisé en 2007.

En 2022, la commune comptait 404 habitants, en évolution de +1,51 % par rapport à 2016 (Dordogne : +0,37 %, France hors Mayotte : +2,11 %).
| 1793 | 1800 | 1806 | 1821 | 1831 | 1836 | 1841 | 1846 | 1851 |
| ---- | ---- | ---- | ---- | ---- | ---- | ---- | ---- | ---- |
| 594  | 992  | 809  | 863  | 813  | 783  | 800  | 774  | 757  |

| 1856 | 1861 | 1866 | 1872 | 1876 | 1881 | 1886 | 1891 | 1896 |
| ---- | ---- | ---- | ---- | ---- | ---- | ---- | ---- | ---- |
| 746  | 686  | 673  | 636  | 716  | 763  | 812  | 850  | 868  |

| 1901 | 1906 | 1911 | 1921 | 1926 | 1931 | 1936 | 1946 | 1954 |
| ---- | ---- | ---- | ---- | ---- | ---- | ---- | ---- | ---- |
| 882  | 853  | 749  | 710  | 696  | 666  | 648  | 618  | 549  |

| 1962 | 1968 | 1975 | 1982 | 1990 | 1999 | 2006 | 2007 | 2012 |
| ---- | ---- | ---- | ---- | ---- | ---- | ---- | ---- | ---- |
| 562  | 513  | 456  | 385  | 425  | 435  | 442  | 443  | 393  |

| 2017 | 2022 | - | - | - | - | - | - | - |
| ---- | ---- | - | - | - | - | - | - | - |
| 404  | 404  | - | - | - | - | - | - | - |

## Économie

### Emploi
En 2015, parmi la population communale comprise entre 15 et 64 ans, les actifs représentent 173 personnes, soit 44,1 % de la population municipale. Le nombre de chômeurs (dix-sept) a augmenté par rapport à 2010 (treize) et le taux de chômage de cette population active s'établit à 10,1 %.

### Établissements
Au 31 décembre 2015, la commune compte quarante-sept établissements, dont vingt-trois au niveau des commerces, transports ou services, dix dans l'agriculture, la sylviculture ou la pêche, six relatifs au secteur administratif, à l'enseignement, à la santé ou à l'action sociale, cinq dans la construction, et trois dans l'industrie.

## Culture locale et patrimoine

### Lieux et monuments
- Château de Mavaleix, XIIIe et XVIe siècles, inscrit aux monuments historiques depuis 1947[63]
- Forge de Mavaleix du XVIe siècle, également inscrite depuis 1972[64]
- Église Saint-Agnan (ou Saint-Aignan), d'origine romane, remaniée au XVe ou XVIe siècle. Elle a été décorée de vitraux réalisés par le peintre-verrier Amédée Bergès de Toulouse.

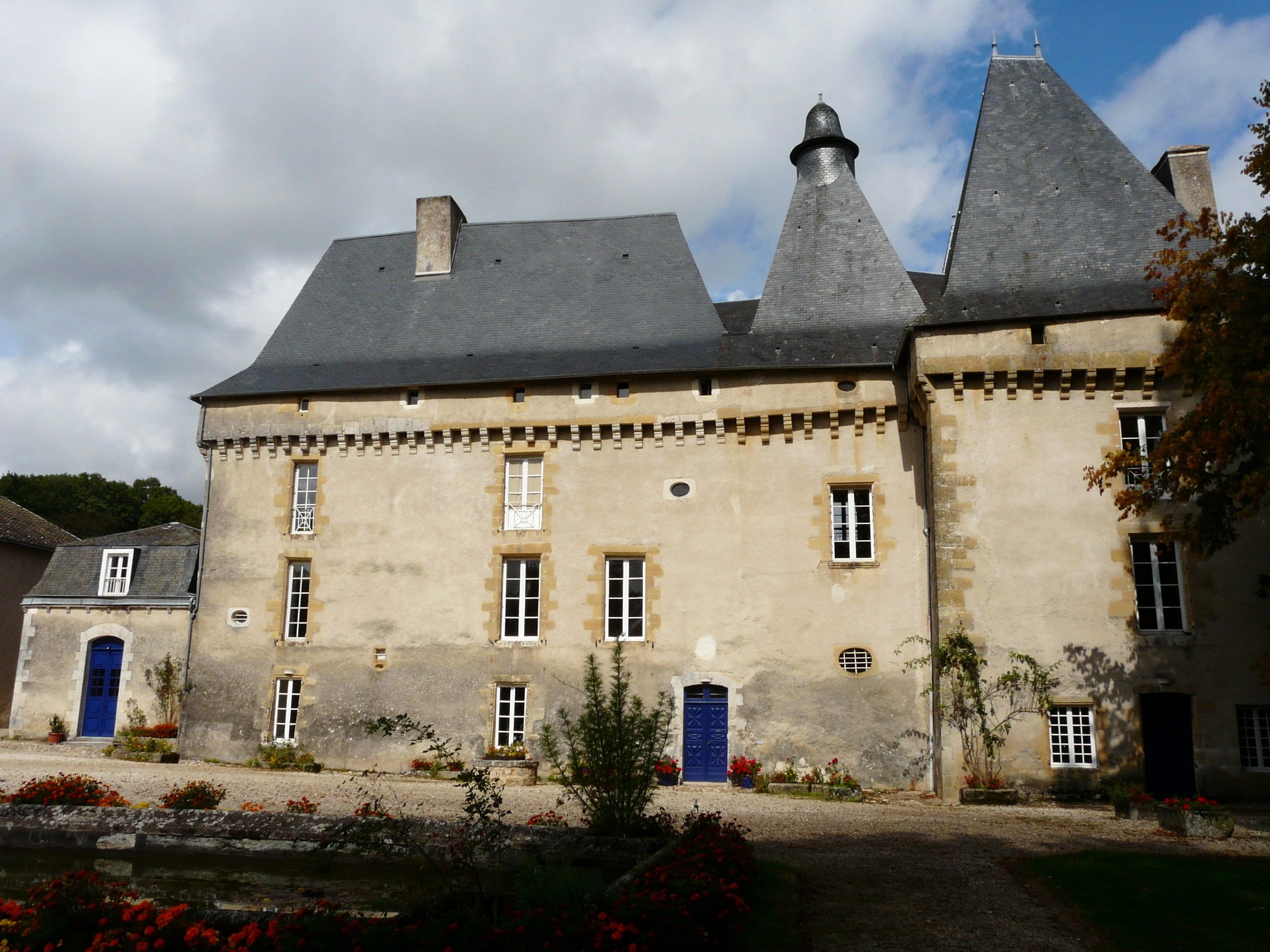
Le château de Mavaleix.
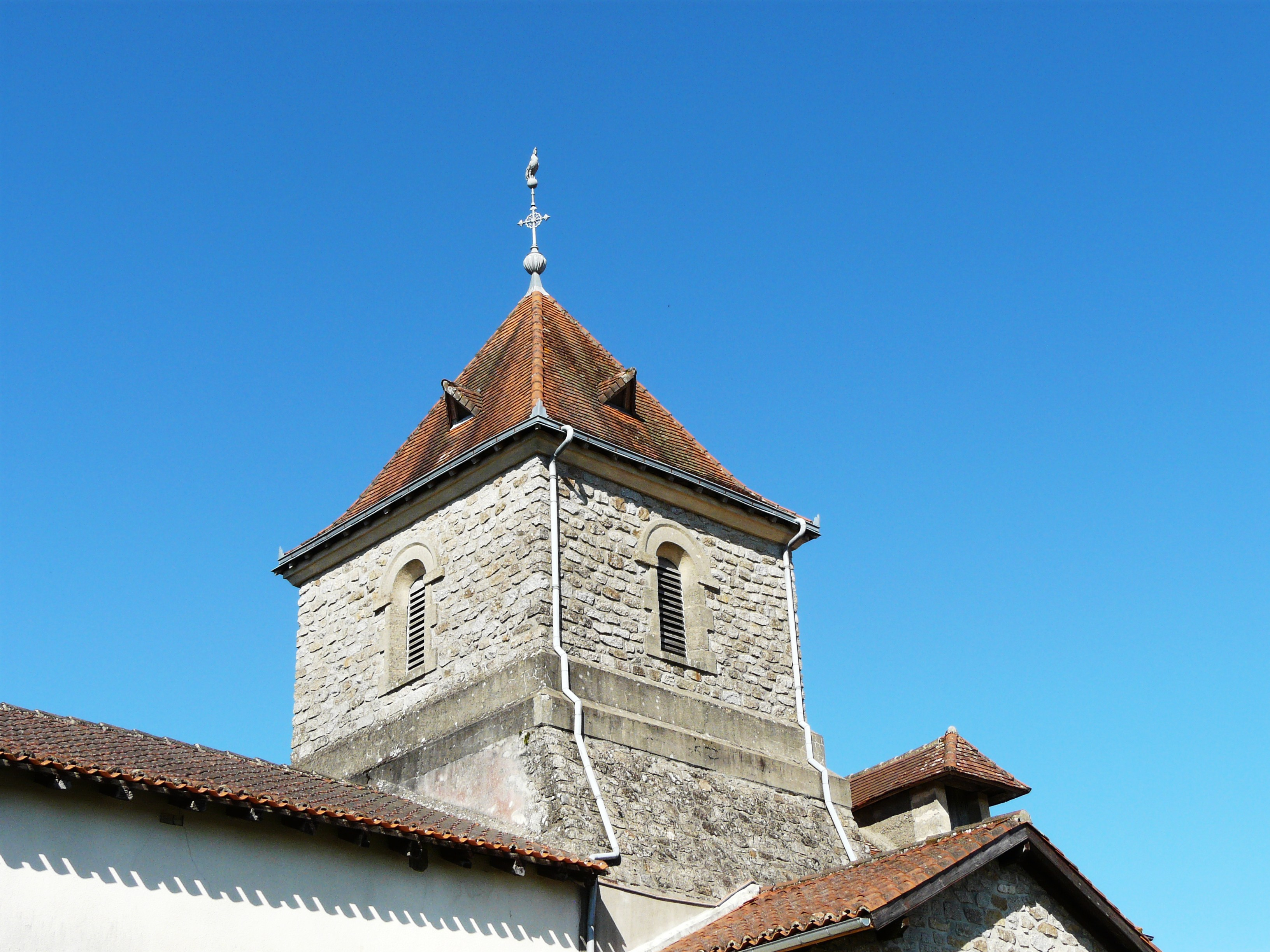
Le clocher de l'église.
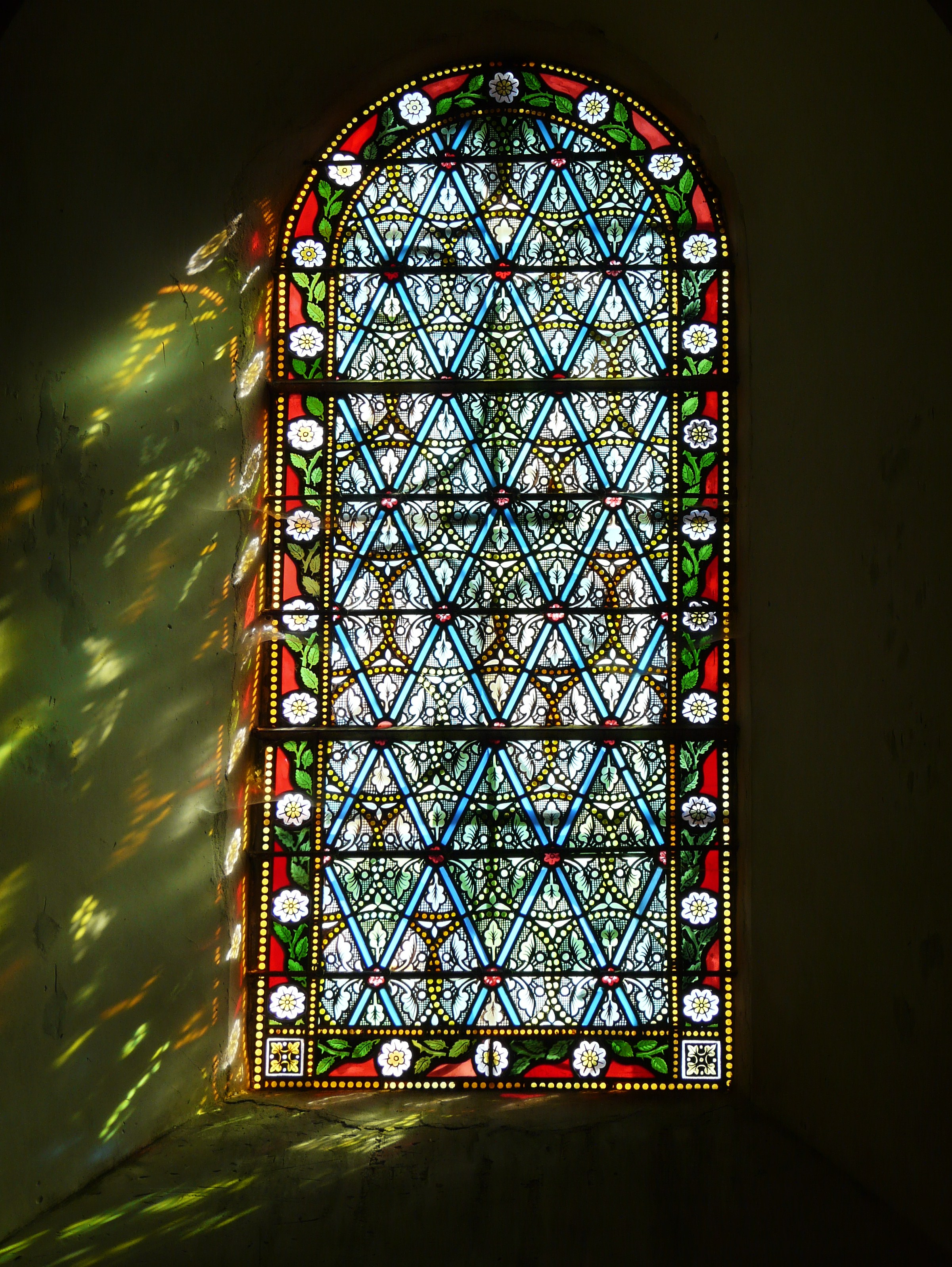
Un des vitraux.

## Pour approfondir